# San Gregorio (Chili)
Pour les articles homonymes, voir San Gregorio.
San Gregorio est une commune du Chili située au sud du pays en Patagonie. Elle fait partie de la province de Magallanes, elle-même rattachée à la région de Magallanes.

## Géographie
Le territoire de San Gregorio se trouve en Patagonie au sud du Chili. C'est une région de pampa sèche. Elle est bordée au nord par la frontière avec l'Argentine et au sud par le détroit de Magellan. Le chef-lieu de San Gregorio, Punta Delgada, est situé sur la RN-255 qui relie Punta Arenas au Chili à Rio Gallegos en Argentine. Punta Delgada se trouve à 2 102 kilomètres à vol d'oiseau au sud de la capitale Santiago (2 857 km par la route en passant par l'Argentine) et à 126 kilomètres au nord-est (167 km par la route) de Punta Arenas capitale de la région de Magallanes.

## Démographie
La région inhospitalière est pratiquement déserte. En 2012, la population de la commune s'élevait à 731 habitants pour une superficie de 6 884 km2 (densité de 0,1 hab./km²)

Position de San Gregorio (en rouge) au sein de la Région des Lacs.